# Benjamin Bell (Volleyballspieler)
Benjamin Bell (* 24. Februar 1990) ist ein australischer Volleyballspieler.

## Karriere
Bell spielte in Queensland und gewann 2009 die australische Junioren-Meisterschaft. Später verpflichtete der deutsche Bundesligist RWE Volleys Bottrop den Zuspieler. 2011 nahm Bell an der Universiade in China teil.
Nach der Saison 2011/2012 verließ er die RWE Volleys Bottrop.